# Real Orquesta Sinfónica de Sevilla
Real Orquesta Sinfónica de Sevilla (Nederlands: Koninklijk symfonieorkest van Seville) is een Spaans symfonieorkest. Het symfonieorkest werd opgericht in 1990 met steun van de autonome regio Andalusië en de provincie Sevilla. In 1995 kwam de toevoeging “koninklijk”, verleend door koning Juan Carlos I van Spanje. De dirigenten van het ensemble waren achtereenvolgens Vjekoslav Šutej, Klaus Weise, Alain Lombard en Pedro Halffter. Het orkest telt ongeveer 100 musici en haar thuisbasis is het Teatro de la Maestranza met 1800 stoelen.